# Lijst van coaches van het Deens voetbalelftal
Dit is een lijst van bondscoaches van het Deens voetbalelftal.

## Bondscoach

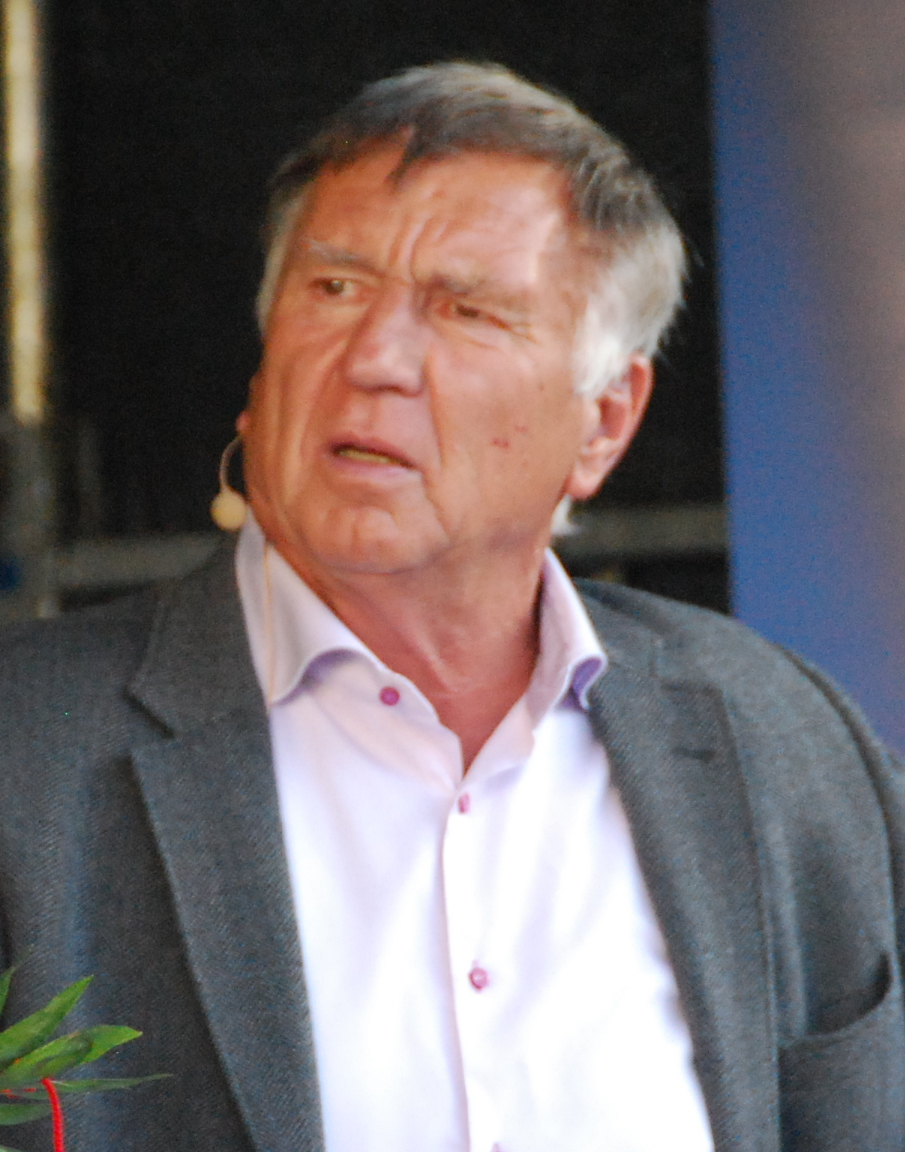
Sepp Piontek (1979–1990)
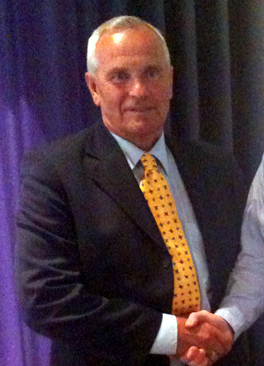
Richard Møller Nielsen (1990–1996)
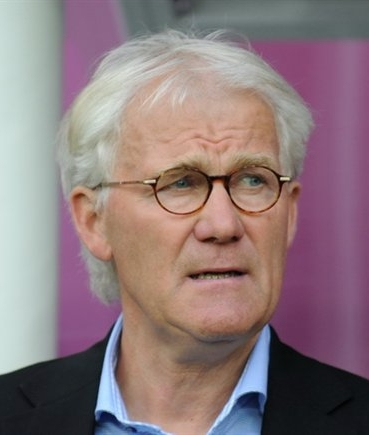
Morten Olsen (2000–2015)
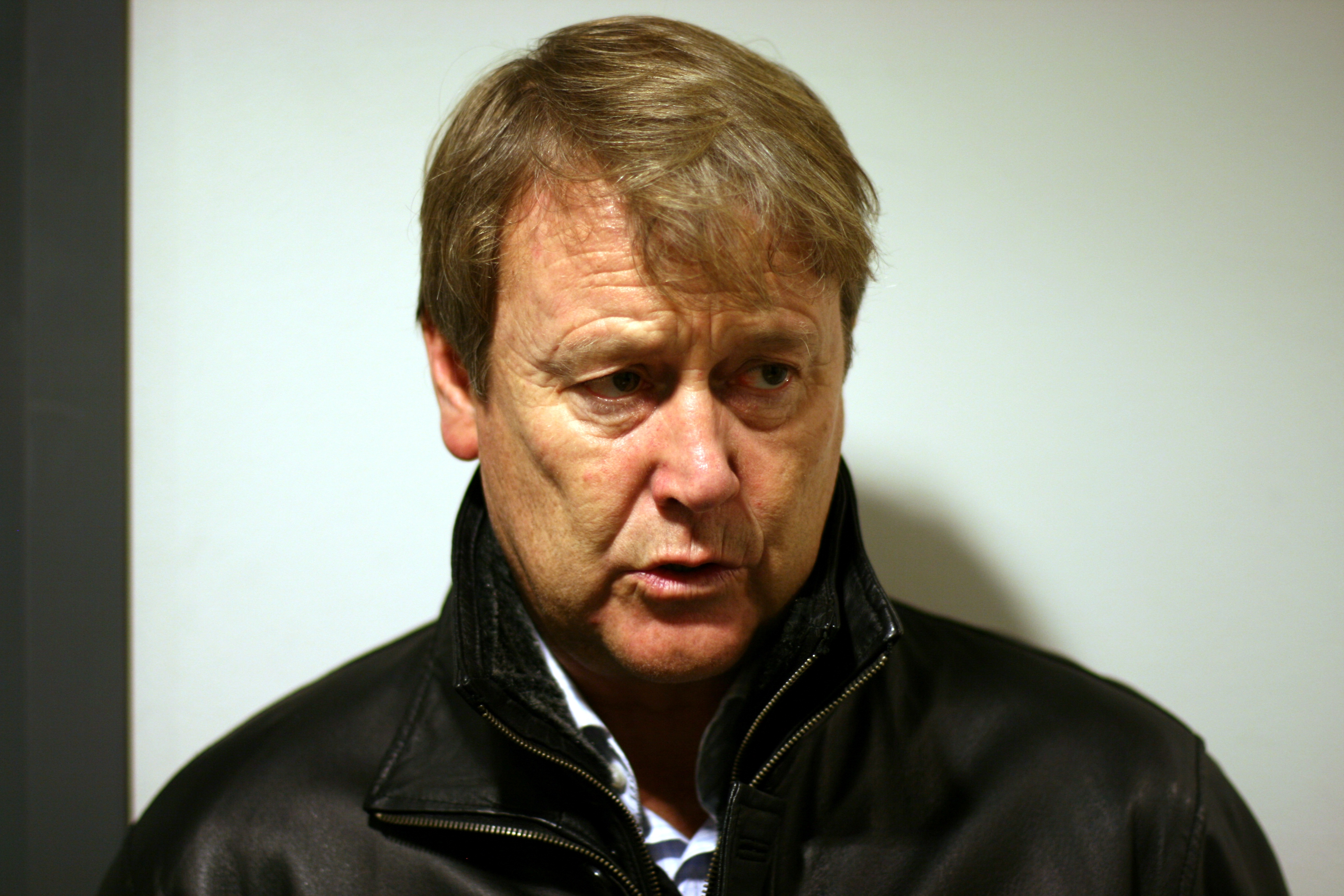
Åge Hareide (2016–2020)

| Naam                                     | Land van herkomst | Begin periode    | Einde periode    | Prijzen                | Opmerkingen/Wijze van vertrek                       |
| ---------------------------------------- | ----------------- | ---------------- | ---------------- | ---------------------- | --------------------------------------------------- |
| Charlie Williams                         | Engeland          | 1 juli 1908      | 30 juni 1909     |                        |                                                     |
| Axel Bryval                              | Denemarken        | 25 mei 1913      | 20 oktober 1918  |                        |                                                     |
| Jack Carr                                | Engeland          | 1 juli 1920      | 30 juni 1921     |                        |                                                     |
| Selectiecomité van de Deense voetbalbond | Denemarken        | 1 juli 1938      | 30 juni 1957     |                        |                                                     |
| Edward Magner                            | Engeland          | 14 juni 1939     | 19 juni 1939     |                        |                                                     |
| Sophus Nielsen                           | Denemarken        | 1 januari 1940   | 31 december 1940 |                        |                                                     |
| Jack Butler                              | Engeland          | 1 juni 1946      | 30 juni 1946     |                        |                                                     |
| Reginald Mountford                       | Engeland          | 1 juli 1947      | 30 juni 1949     |                        |                                                     |
| Axel Bjerregaard                         | Denemarken        | 10 juni 1948     | 27 juni 1948     |                        |                                                     |
| Denis Neville                            | Engeland          | 27 juli 1948     | 20 augustus 1948 |                        |                                                     |
| Axel Bjerregaard                         | Denemarken        | 20 juli 1952     | 20 juli 1952     |                        |                                                     |
| Arne Sørensen                            | Denemarken        | 4 november 1956  | 5 november 1961  |                        |                                                     |
| Poul Petersen                            | Denemarken        | 21 mei 1962      | 4 december 1966  |                        |                                                     |
| Henry From                               | Denemarken        | 1 januari 1967   | 31 december 1969 |                        |                                                     |
| Ernst Netuka                             | Oostenrijk        | 21 mei 1967      | 26 oktober 1967  |                        |                                                     |
| Rudolf Strittich                         | Oostenrijk        | 18 mei 1970      | 31 oktober 1975  |                        |                                                     |
| Kurt Nielsen                             | Denemarken        | 1 februari 1976  | 30 juni 1979     |                        |                                                     |
| Sepp Piontek                             | Duitsland         | 1 juli 1979      | 30 april 1990    |                        |                                                     |
| Richard Møller Nielsen                   | Denemarken        | 1 juli 1990      | 30 juni 1996     | EK, Confederations Cup |                                                     |
| Bo Johansson                             | Zweden            | 1 juli 1996      | 30 juni 2000     |                        |                                                     |
| Morten Olsen                             | Denemarken        | 1 november 1999  | 17 november 2015 |                        | Ontslag genomen                                     |
| Åge Hareide                              | Noorwegen         | 1 maart 2016     | 31 juli 2020     |                        | Contract niet verlengd, Kasper Hjumand vervangt hem |
| John Jensen                              | Denemarken        | 1 september 2018 | 6 september 2018 |                        | Interim                                             |
| Kasper Hjulmand                          | Denemarken        | 1 augustus 2020  | 19 juli 2024     |                        | Ontslag genomen na EK 2024                          |
| Morten Wieghorst                         | Denemarken        | 19 juli 2024     |                  |                        | interim                                             |

- Sepp Piontek
(1979–1990)
- Richard Møller Nielsen
(1990–1996)
- Morten Olsen
(2000–2015)
- Åge Hareide
(2016–2020)

DBU · A-internationals · Selecties · Bondscoaches · Deens vrouwenelftal · Olympisch elftal · Denemarken U21 · Denemarken U20 · Denemarken U19 · Denemarken U18 · Denemarken U17 · Denemarken U16 · Vrouwen U17
1908 – 1919 ·
1920 – 1929 ·
1930 – 1939 ·
1940 – 1949 ·
1950 – 1959 ·
1960 – 1969 ·
1970 – 1979 ·
1980 – 1989 ·
1990 – 1999 ·
2000 – 2009 ·
2010 – 2019 ·
2020 − 2029
EK's: 1964 · 
1984 · 
1988 · 
1992 · 
1996 · 
2000 · 
2004 · 
2012 · 
2020 · 
2024
WK's: 1986 · 
1998 · 
2002 · 
2010 · 
2018 · 
2022
OS: 1908 · 
1912 · 
1920 · 
1948 · 
1952 · 
1960 · 
1972 · 
1992 · 
2016
1908 · 
1909 · 
1910 · 
1911 · 
1912 · 
1913 · 
1914 · 
1915 · 
1916 · 
1917 · 
1918 · 
1919 · 
1920 · 
1921 · 
1922 · 
1923 · 
1924 · 
1925 · 
1926 · 
1927 · 
1928 · 
1929 · 
1930 · 
1931 · 
1932 · 
1933 · 
1934 · 
1935 · 
1936 · 
1937 · 
1938 · 
1939 · 
1940 · 
1941 · 
1942 · 
1943 · 
1944 · 
1946 · 
1947 · 
1948 · 
1949 · 
1950 · 
1952 · 
1952 · 
1953 · 
1954 · 
1955 · 
1956 · 
1957 · 
1958 · 
1959 · 
1960 · 
1961 · 
1962 · 
1963 · 
1964 · 
1965 · 
1966 · 
1967 · 
1968 · 
1969 · 
1970 · 
1971 · 
1972 · 
1973 · 
1974 · 
1975 · 
1976 · 
1977 · 
1978 · 
1979 · 
1980 · 
1981 · 
1982 · 
1983 · 
1984 · 
1985 · 
1986 · 
1987 · 
1988 · 
1989 · 
1990 ·
1991 · 
1992 · 
1993 · 
1994 · 
1995 · 
1996 · 
1997 · 
1998 · 
1999 · 
2000 · 
2001 · 
2002 · 
2003 · 
2004 · 
2005 · 
2006 · 
2007 · 
2008 · 
2009 · 
2010 · 
2011 · 
2012 · 
2013 · 
2014 · 
2015 · 
2016 · 
2017 · 
2018 ·
2019 ·
2020 ·
2021 ·
2022 ·
2023
Albanië ·
Algerije ·
Argentinië ·
Armenië ·
Australië ·
België ·
Bermuda ·
Bosnië en Herzegovina · 
Brazilië ·
Bulgarije ·
Canada ·
Chili ·
Cyprus ·
DDR ·
Duitsland ·
Ecuador ·
Egypte ·
Engeland ·
Estland ·
Faeröer · 
Finland · 
Frankrijk ·
Gambia ·
Georgië ·
Ghana ·
Gibraltar ·
GOS ·
Griekenland ·
Honduras ·
Hongarije ·
Hongkong ·
Ierland ·
IJsland ·
Indonesië ·
Iran ·
Israël ·
Italië ·
Japan ·
Joegoslavië ·
Kameroen ·
Kazachstan ·
Kosovo · 
Kroatië · 
Letland ·
Liechtenstein ·
Litouwen ·
Luxemburg ·
Malta ·
Marokko ·
Mexico ·
Moldavië · 
Montenegro · 
Nederland ·
Nederlandse Antillen ·
Nigeria ·
Noord-Ierland ·
Noord-Macedonië ·
Noorwegen ·
Oekraïne ·
Oostenrijk ·
Panama ·
Paraguay ·
Peru ·
Polen ·
Portugal ·
Roemenië ·
Rusland ·
San Marino ·
Saoedi-Arabië ·
Schotland ·
Senegal ·
Servië ·
Singapore ·
Slovenië ·
Slowakije ·
Sovjet-Unie ·
Spanje ·
Suriname ·
Thailand ·
Togo · 
Tsjechië ·
Tsjecho-Slowakije ·
Tunesië · 
Turkije · 
Uruguay ·
Verenigde Arabische Emiraten ·
Verenigde Staten ·
Wales ·
Wit-Rusland ·
Zuid-Afrika ·
Zuid-Korea ·
Zweden ·
Zwitserland
Argentinië (1995) · 
Australië (2018) ·
Australië (2022) · 
België (2021) · 
Duitsland (1992) · 
Duitsland (2012) · 
Engeland (2021) · 
Finland (2021) · 
Frankrijk (2002) · 
Frankrijk (2018) · 
Japan (2010) · 
Kameroen (2010) · 
Kroatië (2018) · 
Nederland (2010) · 
Nederland (2012) · 
Peru (2018) · 
Portugal (2012) · 
Rusland (2021) · 
Senegal (2002) · 
Tsjechië (2021) · 
Uruguay (2002) · 
Wales (2021)